# 188
Вижте пояснителната страница за други значения на 188.
188 (сто осемдесет и осма) година по юлианския календар е високосна година, започваща в понеделник. Това е 188-а година от новата ера, 188-а година от първото хилядолетие, 88-а година от 2 век, 8-а година от 9-о десетилетие на 2 век, 9-а година от 180-те години. В Рим е наричана Година на консулството на Фусциан и Силан (или по-рядко – 941 Ab urbe condita, „941-ва година от основаването на града“).

## Събития
- Консули са император Публий Сей Фусциан и Марк Сервилий Силан.
- Публий Хелвий Пертинакс става проконсул на провинция Африка.
- Жанг Жу ш Жанг Чун са победени от войските на династия Хан, командвани от Лю Ю.

## Родени
- 4 април – император Каракала.